# Helene Madison
Pour les articles homonymes, voir Madison.
Helene Madison, née le 9 juin 1913 et morte le 27 novembre 1970 à Seattle, est une nageuse américaine. Triple championne olympique à Los Angeles aux Jeux de 1932, elle est la première nageuse à détenir tous les records du monde de nage libre en même temps.

## Biographie

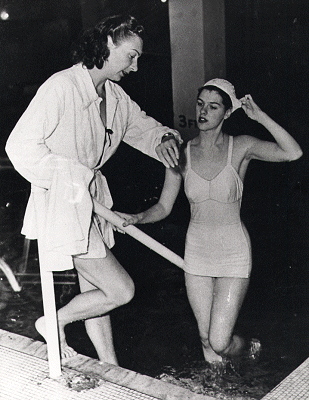
Helene Madison (à gauche) en 1949.

Née à Madison le 9 juin 1913, Helene Madison grandit à Seattle. Jeune, elle évite la natation en compétition pour ne pas montrer aux autres sa façon maladroite de plonger dans l'eau. Elle n'apprend à plonger avec élégance qu'à 13 ans. À 15 ans, elle remporte ses premiers championnats régionaux de natation, les championnats lycéens du nord-ouest américain,.
En 1930, pour sa première année de compétition chez les seniors, elle remporte toutes les épreuves de nage libre aux championnats de l'Amateur Athletic Union. Un journal du Michigan la décrit alors comme « la plus grande nageuse mondiale de tous les temps ». Elle réitère l'exploit l'année suivante ce qui lui vaut d'être désigné meilleure sportive de l'année 1931 par l'Associated Press. Son style de nage est remarqué. Elle bat le record du monde dans chacune des distances de nage libre : 100 mètres, 440 yards, 880 yards et mile en extérieur, 100 yards et 220 yards en piscine couverte.
Grande et svelte, elle mesure 1,80 mètre pour 57,5 kg, la jeune athlète de 19 ans est une vedette des Jeux olympiques d'été de 1932 qui se tiennent à Los Angeles. Dans la course de 100 mètres nage libre, sa fin de course lui permet de prendre le meilleur sur la Néerlandaise Willemijntje den Ouden, 14 ans. Elle établit le nouveau record olympique de cette course avec un temps de 1 min 6 s 8,. Le lendemain, elle affronte sa compatriote Lenore Kight dans la course de 400 mètres. Les deux Américaines prennent rapidement une large avance sur leur concurrente. Grâce à une nouvelle fin de course rapide, Madion devance d'un dixième de seconde Kight et remporte un nouveau titre olympique avec un nouveau record du monde en 5 h 28 min 5 s, deux secondes et demie de moins que le précédent record,. Surnommée « la reine des flots », elle est la première nageuse à avoir détenu tous les records du monde métriques féminins de nage libre.
Après les Jeux olympiques, Helene Madison passe professionnelle et interprète son rôle dans le film The Human Fish et un joue un rôle mineur dans The Warrior's Husband en 1933,. Elle fait ensuite des études d'infirmière lors desquelles elle rencontre son futur mari. En amont des Jeux olympiques 1936, elle s'exprime pour le retrait des Américains des Jeux de Berlin. En 1937, Helen Madison donne naissance au seul enfant du couple. En 1948, elle inaugure une école de natation à l'hôtel Moore de Seattle. Elle est introduite à l'International Swimming Hall of Fame en 1966 et au temple de la renommée olympique américain en 1992.

## Palmarès
Jeux olympiques
- Jeux olympiques d'été de 1932 à Los Angeles 
  -  Médaille d'or sur 100m libre.
  -  Médaille d'or sur 400m libre.
  -  Médaille d'or en relais 4 × 100m libre.